# Igneraie
Die Igneraie ist ein Fluss in Frankreich, der im Département Indre in der Region Centre-Val de Loire verläuft. Sie entspringt im nördlichen Gemeindegebiet von Lignerolles, entwässert generell Richtung Nordwest und mündet nach rund 37 Kilometern im Gemeindegebiet von Montipouret als rechter Nebenfluss in die Indre.

## Bezeichnung des Flusses
Die Igneraie ändert mehrmals ihre Bezeichnung, anhand der Orte, an denen sie vorbeifließt. Es sind die in Fließrichtung betrachtet:
- Ruisseau d’Urciers
- Vallas
- Igneraie

## Orte am Fluss
(Reihenfolge in Fließrichtung)
- Urciers
- Champillet
- Vallas, Gemeinde Néret
- Le Grand Thary, Gemeinde Néret
- Le Grand Igneraie, Gemeinde Montlevicq
- Montlevicq
- Cosnay, Gemeinde Lacs
- Thevet-Saint-Julien
- Verneuil-sur-Igneraie
- Saint-Chartier
- Ponthion, Gemeinde Nohant-Vic

## Sehenswürdigkeiten
- Château de Saint-Chartier, Burganlage mit Ursprüngen aus dem 13. Jahrhundert in Saint-Chartier – Monument historique[4]